# 김종배 (1954년)
김종배(1954년 11월 23일~)는 대한민국의 정치인이다. 제15대 국회의원을 지냈다.

## 역대 선거 결과
|  | 12.03% |

|  | 25.3% |